# Orchestre symphonique d'Odense
L’Orchestre symphonique d'Odense (Odense Symfoniorkester) est l'un des cinq orchestres symphoniques régionaux du Danemark. Il a été créé en 1946, mais ses origines peuvent être situées avant l'année 1800. Tout en étant un orchestre de théâtre, l'Orchestre symphonique d'Odense joue de la musique symphonique. L'orchestre est aujourd'hui en développement continu et l'orchestre symphonique comporte 73 musiciens permanents. Les concerts et productions de l'Orchestre symphonique d'Odense varient en termes de taille et de genre : concerts symphoniques, musique légère classique, opéra, musique de chambre, concerts pour les enfants.
L'Orchestre symphonique d'Odense est basé au Odense Koncerthus (Salle de concert d'Odense), qui a été inaugurée en 1982. La plupart des concerts de l'orchestre sont donnés dans la Salle Carl Nielsen, d'une capacité de 1 212 sièges et équipée d'un orgue de 46 jeux construit par Marcussen & Son.
Le chef russe Alexander Vedernikov a été nommé chef principal et conseiller artistique de l'Orchestre symphonique d'Odense par le contrat de mai 2009 qui court jusqu'en 2016.
Depuis 2007, le directeur de l'Orchestre symphonique est Finn Schumacker.

## Chef principal
| Année     | Chef d'orchestre      |
| --------- | --------------------- |
| 1946–1948 | Poul Ingerslev-Jensen |
| 1948–1949 | Arne Hammelboe        |
| 1949–1967 | Martellius Lundqvist  |
| 1968–1984 | Karol Stryja          |
| 1984–1987 | Tamás Vető            |
| 1987–1991 | Othmar Mága           |
| 1991–1995 | Edward Serov          |
| 1997–2002 | Jan Wagner            |
| 2005–2008 | Paul Mann             |
| 2009–2018 | Alexander Vedernikov  |
| 2021–     | Pierre Bleuse         |

## Concours international Carl Nielsen
En 1979, l'Orchestre symphonique d'Odense, son chef Karol Stryja, et le maire d'Odense de l'époque, Verner Dalskov, ont créé le Concours international Carl Nielsen. En 1980 a eu lieu le premier concours de violon, concours qui se déroule tous les quatre ans. En 1997 et 1998 ont été ajoutées les disciplines de clarinette et de flûte. Un concours d'orgue a été organisé en 1986 organisé par la ville d'Odense. Le 1er janvier 2009, le concours d'orgue a été ajouté comme quatrième discipline au Concours international Carl Nielsen.